# 8070 DeMeo
8070 DeMeo este un asteroid din centura principală de asteroizi.

## Descriere
8070 DeMeo este un asteroid din centura principală de asteroizi. A fost descoperit pe 2 martie 1981 la Siding Spring de Schelte J. Bus. Asteroidul prezintă o orbită caracterizată de o semiaxă mare de 2,76 ua, o excentricitate de 0,25 și o înclinație de 2,6° în raport cu ecliptica.